# Théorie de Yang-Mills
Une théorie de Yang-Mills est un type  de théorie de jauge non abélienne, dont le premier exemple a été introduit dans les années 1950 par les physiciens Chen Ning Yang et Robert Mills pour obtenir une description cohérente de la force nucléaire responsable de la cohésion des protons-neutrons dans le noyau. Depuis, on s'est rendu compte que ce type de théorie, une fois incorporé dans le cadre de la théorie quantique des champs, permet une description de l'ensemble des interactions fondamentales de la physique des particules et est à la base conceptuelle du modèle standard.  
Son expression mathématique moderne fait appel aux outils de la géométrie différentielle et des espaces fibrés. Bien que la formulation et le cadre géométrique de la théorie de Yang-Mills classique soient bien connus depuis longtemps, deux propriétés fondamentales n'ont toujours pas été démontrées mathématiquement :
- d'une part l’existence d'une théorie quantique des champs cohérente, fondée sur une théorie de Yang-Mills[2] ;
- d'autre part l'existence d'un gap de masse (en) qui ne permet l'observation des gluons, particules élémentaires de la théorie quantique associées à toute théorie de Yang-Mills, que sous forme de combinaisons massives appelées boules de glu (glueball en anglais). Ce problème non résolu est intimement lié à celui du confinement de couleur qui affirme que seuls sont observables les états quantiques de charge nulle.

La résolution de ces deux points constitue l'un des problèmes du prix du millénaire.
En dehors de ces aspects associés à la physique quantique, la théorie de Yang-Mills classique est hautement non linéaire et les équations de Yang-Mills qui lui sont associées sont très difficiles à résoudre de façon exacte en dehors de cas particuliers. C'est cette non-linéarité, associée à une structure géométrique riche, qui donne aux théories de Yang-Mills toute leur complexité et en fait un sujet de recherche actif à la fois en mathématiques et en physique théorique.

## Formulation technique et lagrangien de Yang-Mills
Pour définir une théorie de Yang-Mills il faut commencer par se donner un groupe de jauge {\displaystyle G} qui est un groupe de Lie et représente physiquement le groupe de symétrie locale de la théorie. L'invariance locale signifie que les équations de Yang-Mills seront inchangées sous l'action de transformations de G sur les champs physiques en chaque point de l'espace-temps.
Pour décrire la théorie, le meilleur point de vue est alors d'incorporer l'espace-temps et le groupe {\displaystyle G} au sein d'une même entité géométrique appelée espace fibré en G. On peut visualiser cet espace fibré par la donnée d'une copie du groupe G au-dessus de chaque point de l'espace-temps.
Une fois cet espace construit l'outil fondamental de l'analyse est la donnée d'une connexion {\displaystyle A} qui est un objet analogue au potentiel vecteur de la théorie électromagnétique. D'un point de vue mathématique une connexion est ce qui permet de définir un transport parallèle sur l'espace-fibré. D'un point de vue de physique quantique, et pour prendre l'exemple plus simple de l'électromagnétisme, la connexion est ce qui permet de connaitre l'évolution de la phase d'une particule chargée, comme un électron en mouvement par exemple.
Pour définir complètement cette connexion, on peut la voir comme une forme différentielle sur l'espace-temps à valeur dans l'espace tangent du groupe de Lie {\displaystyle G}, ce qu'on appelle l'algèbre de Lie {\displaystyle {\mathfrak {g}}} de {\displaystyle G}. En tout point {\displaystyle P} de l'espace-temps elle peut s'écrire
{\displaystyle A(P)=A_{\mu }(P){\rm {d}}x^{\mu }\qquad A_{\mu }(P)\in T_{P}G}
où {\displaystyle x^{\mu }} sont des coordonnées sur l'espace-temps. 
En première approche on peut aussi visualiser  {\displaystyle A_{\mu }} comme la donnée d'une matrice (dans la représentation adjointe de G) en chaque point de l'espace-temps.
On peut alors introduire le lagrangien de Yang-Mills, duquel découlent de nombreuses équations. Il est formulé en termes de la courbure {\displaystyle F} de la connexion {\displaystyle A} qui est exprimée par
{\displaystyle F=d_{A}A\equiv {\rm {d}}A+A\wedge A}
et s'écrit
{\displaystyle {\mathcal {L}}={\frac {1}{4g^{2}}}\int \mathrm {Tr} F\wedge \star F}
où Tr est la trace dans la représentation adjointe l'algèbre de Lie de {\displaystyle {\mathfrak {g}}}. {\displaystyle g} est le seul paramètre libre de la théorie et correspond à la constante de couplage de la théorie de Yang-Mills.
L'utilisation de ce lagrangien fait intervenir des équations aux dérivées partielles, dont l'existence ou l'unicité des solutions est inconnue dans le cas général. On peut toutefois, en imposant certaines conditions initiales, lever ce problème. Néanmoins, cela n'est pas satisfaisant d'un point de vue physique, car de telles conditions ne correspondent pas (ou ne permettent pas de se ramener) à celles de l'expérience.

## Extensions aux autres forces
Les premières équations de Yang-Mills à être introduites étaient les équations de Yang-Mills pour l'électromagnétisme, qui remplacent celles de Maxwell :
{\displaystyle d_{A}F=0\,}
{\displaystyle d_{A}\star F=\star J\,}
ou dA est l'extension covariante de jauge de la dérivée extérieure, {\displaystyle \star } l'étoile de Hodge et enfin {\displaystyle J} est le terme de sources. Il apparaît, par opposition aux équations de Maxwell, que les équations de Yang-Mills ne sont pas linéaires. Ainsi, seules quelques solutions exactes à ces équations sont connues, la plupart du temps sous forme d’ansatz.
Le succès de la théorie de Yang-Mills avec l'électromagnétisme amena à se poser la question de son efficacité éventuelle à traiter les deux autres forces quantiques : l'interaction nucléaire faible et forte. Cependant, la théorie utilise des vecteurs d'interaction de masse nulle : cela fonctionne pour l'électromagnétisme, dont le vecteur est le photon. Mais cela fut un obstacle pour les deux interactions nucléaires, dont on savait qu'au moins une partie était transmise par des bosons massifs.
La compréhension du mécanisme de Higgs, qui donne une masse aux vecteurs des interactions nucléaires, et de l'unification électro-faible, qui réunit électromagnétisme et interaction faible dans une même description théorique, constituèrent les deux principaux éléments à partir desquels la théorie de Yang-Mills put s'appliquer à ces deux interactions quantiques.
L'interaction forte révéla en fait une propriété remarquable de la théorie de Yang-Mills elle-même : la liberté asymptotique. Cela permit la description de cette interaction dans SU(3) au travers de la chromodynamique quantique, qui utilise les mêmes concepts.

## Le problème du gap de masse
Cependant, la description de l'interaction forte faite par cette théorie ne peut vérifier l'expérience que si elle présente un certain nombre de phénomènes purement quantiques :
- Elle doit posséder un « gap de masse » : il doit exister une constante (par nature positive) telle que toute excitation du vide ait au moins autant d'énergie que cette constante. Cela explique pourquoi cette interaction est si forte et de portée si courte.
- Elle doit expliquer le « confinement de couleur » : la théorie s'exprime dans SU(3), mais les particules comme les protons ou les neutrons sont invariants dans ce groupe. En effet, on n'observe jamais de quark individuellement.
- Elle doit permettre la « brisure de symétrie chirale », afin de rester cohérente avec les descriptions algébriques des pions.

Ces propriétés, bien qu'observées dans les simulations ou dans les accélérateurs de particules, ne sont pas encore comprises dans la théorie de Yang-Mills. On peut parfois les expliquer dans des modèles extrêmement simplifiés, mais ces preuves ne s'étendent pas à la théorie complète.